# یه جی وون
یه جی وون (کره‌ای: 예지원؛ انگلیسی: Ye Ji-won؛ زادهٔ ۱ فوریه ۱۹۷۳) بازیگر اهل کره جنوبی است.

## حرفه
او بیشتر به خاطر نقش اصلی در سیتکام مشهور «Old Miss Diary" و نقش‌های جدی ترش در فیلم‌های کارگردان هونگ سانگ سو، «Turning Gate» و «هاهاها» شناخته می‌شود.
در اکتبر ۲۰۱۸، یه جی وون با آژانس د کویین ای‌ام‌سی قرارداد امضا کرد.

## فیلم‌شناسی

### فیلم
| سال  | عنوان                                           | نقش                                   |
| ---- | ----------------------------------------------- | ------------------------------------- |
| ۱۹۹۶ | توت                                             | آن هیوپ                               |
| ۲۰۰۰ | آنارشیست‌ها                                      | کانه‌کو فومیکو                         |
| ۲۰۰۰ | عاشقان                                          |                                       |
| ۲۰۰۲ | On the Occasion of Remembering the Turning Gate | میونگ سوک                             |
| ۲۰۰۲ | ۲۴۲۴                                            | جو کوانگ جا                           |
| ۲۰۰۳ | اولین اصلاحیهٔ کره                               | گو اون بی                             |
| ۲۰۰۳ | راز پدر                                         | یو جونگ                               |
| ۲۰۰۴ | خیلی کیوت                                       | سون یی                                |
| ۲۰۰۶ | Old Miss Diary - Movie                          | چوی می جا                             |
| ۲۰۰۷ | میت مستر ددی                                    | ها سون-یونگ                           |
| ۲۰۰۸ | شب گذشته چه اتفاقی افتاد؟                       | یو جین                                |
| ۲۰۰۸ | پسر با پسر ملاقات می‌کند (فیلم کوتاه)            | پری (کوپیدو)                          |
| ۲۰۰۹ | پس از مهمانی (تله‌سینما)                         | لی یو-ری                              |
| ۲۰۱۰ | هاهاها                                          | آن یون جو                             |
| ۲۰۱۱ | هانجی                                           | هیو کیونگ                             |
| ۲۰۱۱ | لگد                                             | یون می جا                             |
| ۲۰۱۲ | The Heaven is Only Open to the Single!          | دوست‌دختر کارگردان فیلم (حضور افتخاری) |
| ۲۰۱۲ | زمستان سال گرم بود                              | یو جونگ                               |
| ۲۰۱۳ | دختر هیچ‌کس هه‌وون                                | یون جو                                |
| ۲۰۱۳ | بومرنگ خانواده                                  | هان سو جا                             |
| ۲۰۱۳ | سون‌هی ما                                        | جو هیون                               |
| ۲۰۱۴ | دعوت                                            | جانگ هیون جه                          |
| ۲۰۱۵ | ریویور                                          | استاد رقص (حضور افتخاری)              |
| ۲۰۲۲ | ناپدید شدن                                      | ایم سوک                               |

### مجموعه تلویزیونی
| سال       | عنوان                      | نقش                                          | شبکه     |
| --------- | -------------------------- | -------------------------------------------- | -------- |
| ۲۰۰۰      | Tough Guy's Love           | یون جونگ هی                                  | کی‌بی‌اس۲  |
| ۲۰۰۰      | مرد ژولیت                  | چه-رین                                       | اس‌بی‌اس   |
| ۲۰۰۱      | روزهای دبیرستان دخترانه    | یه جی وون                                    | اس‌بی‌اس   |
| ۲۰۰۲      | دختران بد                  | اوه جونگ هوا                                 | اس‌بی‌اس   |
| ۲۰۰۴      | Old Miss Diary             | چوی می جا                                    | کی‌بی‌اس۲  |
| ۲۰۰۷      | Evasive Inquiry Agency     | جونگ هی کیونگ                                | کی‌بی‌اس۲  |
| ۲۰۱۰      | جذابیت بیشتر در روز        | ایم جی وون                                   | ام‌بی‌سی   |
| ۲۰۱۲      | زندگی خوشمزه               | اوه جین جو                                   | اس‌بی‌اس   |
| ۲۰۱۳      | آژانس دوست‌یابی: سیرانو     | لی هه شیم (مهمان، قسمت‌های ۱۰–۱۲)             | تی‌وی‌ان   |
| ۲۰۱۳      | دراما سیتی «تولد چاگال»    | اون‌ها                                        | کی‌بی‌اس۲  |
| ۲۰۱۴      | نه‌ایل کانتابیله            | سونگ می نا                                   | کی‌بی‌اس۲  |
| ۲۰۱۵      | تهیه‌کنندگان                | گو یانگ می                                   | کی‌بی‌اس۲  |
| ۲۰۱۶      | پیج ترنر                   | مادر یوسول                                   | کی‌بی‌اس۲  |
| ۲۰۱۶      | خانم اوه دیگر              | پارک سو کیونگ                                | تی‌وی‌ان   |
| ۲۰۱۶      | به عشق گوش کن              | اون آه را                                    | جی‌تی‌بی‌سی |
| ۲۰۱۷      | رئیس درونگرا               | دانگ یو هی                                   | تی‌وی‌ان   |
| ۲۰۱۸      | باید اول همدیگه رو ببوسیم؟ | لی می را                                     | اس‌بی‌اس   |
| ۲۰۱۸      | هنوز ۱۷                    | جنیفر                                        | اس‌بی‌اس   |
| ۲۰۱۸      | زیبایی درون                | خودش (حضور افتخاری، قسمت ۱)                  | جی‌تی‌بی‌سی |
| ۲۰۱۹      | عشق در بعد از ظهر          | چوی سو آ                                     | چنل ای   |
| ۲۰۱۹–۲۰۲۰ | نور توایس                  | بانگ اون جی                                  | ام‌بی‌سی   |
| ۲۰۲۰      | پلی‌لیست بیمارستان          | خواهر بزرگتر جونگ وون (حضور افتخاری، قسمت ۱) | تی‌وی‌ان   |
| ۲۰۲۰      | شام رفیق                   | آه یونگ                                      | ام‌بی‌سی   |
| ۲۰۲۰      | دو دو سل سل لا لا سل       | جین سوک کیونگ                                | کی‌بی‌اس۲  |
| ۲۰۲۱–۲۰۲۲ | پادشاه اشک لی بانگ وون     | ملکه شین‌دوک                                  | کی‌بی‌اس۱  |
| ۲۰۲۳      | همکاری مغزها               | کیم مو ران                                   | کی‌بی‌اس۲  |
| ۲۰۲۳      | آیدل بهشتی                 | لیم سون جا                                   | تی‌وی‌ان   |

### ورایتی شو
| سال  | عنوان                              | شبکه     | توضیحات                       |
| ---- | ---------------------------------- | -------- | ----------------------------- |
| ۲۰۰۸ | خانم طلا اینجا می‌آید               | اس‌بی‌اس   | عضو بازیگران                  |
| ۲۰۰۸ | 화가들의 천국, 퐁피두에 가다       | کی‌بی‌اس۱  |                               |
| ۲۰۱۱ | بهترین داستان زوج ستاره ویژه چوسوک | اس‌بی‌اس   | مجری                          |
| ۲۰۱۲ | اس‌ان‌ال کره                         | تی‌وی‌ان   | مجری (۲۰۱۲-۰۱-۲۱)             |
| ۲۰۱۲ | رقص با ستاره‌ها: فصل ۲              | ام‌بی‌سی   | مسابقه دهنده                  |
| ۲۰۱۳ | تاک کلاب اکتورز                    | ام‌بی‌سی   | مجری                          |
| ۲۰۱۳ | فامیل‌های همسر عالی (Great In-Laws) | جی‌تی‌بی‌سی |                               |
| ۲۰۱۳ | قانون جنگل در میکرونزی             | اس‌بی‌اس   | عضو بازیگران                  |
| ۲۰۱۴ | قانون جنگل در برزیل                | اس‌بی‌اس   | عضو بازیگران                  |
| ۲۰۱۶ | قانون جنگل در مغولستان             | اس‌بی‌اس   | عضو بازیگران                  |
| ۲۰۱۸ | باستد!                             | نتفلیکس  | خودش (fictionalized) (قسمت ۱) |
| ۲۰۲۱ | نویینگ چوک سالونگ                  | ام‌بی‌ان   | عضو بازیگران                  |

### میزبان
| سال  | عنوان                               | شبکه      | نقش                    | توضیحات           | منابع  |
| ---- | ----------------------------------- | --------- | ---------------------- | ----------------- | ------ |
| ۲۰۲۱ | فستیوال بین‌المللی فیلم مستند دی‌ام‌زد | ناور تی‌وی | مجری در مراسم افتتاحیه | همراه لیم هیون-جو | [ ۳۳ ] |

## تئاتر
| سال  | عنوان                  | نقش           |
| ---- | ---------------------- | ------------- |
| ۲۰۰۱ | تک‌گویی‌های واژن         |               |
| ۲۰۰۱ | نمایش راکی هارور       |               |
| ۲۰۱۱ | میدسامر                | هلنا          |
| ۲۰۱۲ | مردم دست و پا چلفتی    | یو هوا یی     |
| ۲۰۱۳ | رستاخیز                |               |
| ۲۰۱۴ | لطفا مراقب مامان باشین | بزرگترین دختر |

## سفیر
- سفیر فستیوال فیلم رقص سئول (Seoul Dance Film Festival; SeDaFF)[۳۷]

## جوایز و نامزدی‌ها
| سال  | مراسم جوایز                       | دسته                                     | نامزد / اثر                                     | نتیجه       |
| ---- | --------------------------------- | ---------------------------------------- | ----------------------------------------------- | ----------- |
| ۱۹۹۶ | سی و چهارمین جوایز ناقوس بزرگ     | بهترین بازیگر تازه‌کار زن                 | توت                                             | نامزدشده    |
| ۲۰۰۲ | دهمین جوایز هنری فیلم چونسا       | بهترین بازیگر نقش مکمل زن                | On the Occasion of Remembering the Turning Gate | برنده       |
| ۲۰۰۵ | جوایز سرگرمی کی‌بی‌اس               | جایزه محبوبیت نتیزن                      | Old Miss Diary                                  | برنده       |
| ۲۰۰۷ | هشتمین جوایز منتقدان فیلم بوسان   | بهترین بازیگر نقش اول زن                 | Old Miss Diary - Movie                          | برنده       |
| ۲۰۰۷ | چهل و چهارمین جوایز ناقوس بزرگ    | بهترین بازیگر نقش اول زن                 | Old Miss Diary - Movie                          | نامزدشده    |
| ۲۰۱۳ | جوایز درامای کی‌بی‌اس               | بهترین بازیگر زن در یک درام تک پرده/ویژه | تولد چاگال                                      | نامزدشده    |
| ۲۰۱۴ | پنجاهمین جوایز هنری بکسانگ        | بهترین بازیگر نقش مکمل زن                | سون‌هی ما                                        | نامزدشده    |
| ۲۰۱۶ | پنجمین جوایز ستارگان ای‌پی‌ای‌ان     | بهترین بازیگر نقش مکمل زن                | خانم اوه دیگر                                   | برنده       |
| ۲۰۱۶ | جوایز تی‌وی‌ان۱۰                    | Scene-Stealer Award, Actress             | خانم اوه دیگر                                   | نامزدشده    |
| ۲۰۱۶ | جوایز تی‌وی‌ان۱۰                    | جایزه بهترین بوسه همراه کیم جی-سوک       | خانم اوه دیگر                                   | جایگاه هفتم |
| ۲۰۱۷ | جوایز تلویزیون کابلی کره          | Scene Stealer Award                      | خانم اوه دیگر                                   | برنده       |
| ۲۰۱۷ | جوایز تلویزیون کابلی کره          | جایزه بهترین زوج همراه کیم جی-سوک        | خانم اوه دیگر                                   | برنده       |
| ۲۰۱۸ | پنجاه و چهارمین جوایز هنری بکسانگ | بهترین بازیگر نقش مکمل زن (تلویزیون)     | باید اول همدیگه رو ببوسیم؟                      | برنده       |
| ۲۰۱۸ | دومین جوایز سئول                  | بهترین بازیگر نقش مکمل زن                | هنوز ۱۷                                         | نامزدشده    |
| ۲۰۱۸ | جوایز درامای اس‌بی‌اس               | بهترین بازیگر نقش مکمل زن                | هنوز ۱۷، باید اول همدیگه رو ببوسیم؟             | برنده       |
| ۲۰۱۹ | جوایز درامای ام‌بی‌سی               | جایزه بزرگ (دسانگ)                       | نِوِر توایس                                       | نامزدشده    |
| ۲۰۱۹ | جوایز درامای ام‌بی‌سی               | برترین بازیگر زن در یک درام آخر هفته     | نِوِر توایس                                       | برنده       |